# Игор Ангелов
Игор Ангелов (на македонска литературна норма: Игор Ангелов) е македонски театрален, филмов и телевизионен актьор.

## Биография
Игор Ангелов е роден в Скопие на 1 октомври 1977 година. Дипломира се в Драматичния факултет на Скопския университет – отдел Драматични актьори през 2001 година. След дипломирането си работи в Прилепския народен театър, а от 2010 година изпълнява роли в Драматичния театър в Скопие. В своята кариера участва в многочислени театрални, филмови и телевизионни проекти, както и на фестивали като „Млад открит театър“, „Войдан Чернодрински“, „Дни на комедията“, „Ристо Шишков“ и „Охридско лято“. Носител е на наградите за най-добър млад актьор през 2001 година и за най-добра мъжка роля през 2007 година на театралния фестивал „Войдан Чернодрински“.

## Филмография
- „Погрешно време“ (2000)
- „Голямата вода“ (2004)
- „Това не е американски филм“ (2011)
- „Епизодист“ (2011)
- „Трето полувреме“ (2012)
- „Твърдокорни“ (2013)
- „Пет плюс“ (2014 – 2020)
- „Лазар“ (2015)
- „Златна петорка“ (2016)
- „Преспав“ (2016 – 2021)
- „Освобождение на Скопие“ (2016)
- „Фамилията Марковски“ (2017)
- „Изцелител“ (2017)
- „Година на маймуна“ (2018)
- „Мишко“ (2018)
- „Южен вятър“ (2018)
- „В сърцето на машината“ (2022) – „Сатъра“
- „С река на сърцето“ (2022)

## Награди
- Награда за най-добър млад актьор (Прилеп, 2001)
- Награда за най-добра мъжка роля (Прилеп, 2007)